# الغزو المغولي لدوردزوكيتيا
خلال القرنين الثالث عشر والرابع عشر، شن المغول غزوتين طويلتين وضخمتين لأراضي الشيشان الحديثة وإنغوشيتيا، التي شملت أراضي ألانيا في الغرب، وسيمسير في الشمال الشرقي، ونظام الحكم في دوردزوكيتيا المتحالف مع جورجيا في الجنوب. تسبب المغول بدمار هائل وقتلى لسكان دوردزوكيتيا، لكنهم أيضًا شكلوا بشكل كبير الأشخاص الذين أتوا بعد ذلك. يتميز أسلاف الشيشان والإنغوش بكونهم أحد الشعوب القليلة التي تمكنت من محاربة المغول والانتصار، ليس مرة واحدة، بل مرتين. ومع ذلك، فقد جاء ذلك بتكلفة كبيرة بالنسبة لهم، ودمرت الدول التي أنشأوها تمامًا كما الحال مع الأنظمة المُشكلة السابقة. تُعد هذه الغزوات من بين الأحداث الأكثر أهمية في تاريخ الشيشان والإنغوش، وكانت لها آثار طويلة المدى على الشيشان وإنغوشيا وشعوبهم.

## مقدمة
خلال فترة العصور الوسطى المتأخرة لأوروبا الغربية، غزا المغول وأتباعهم الأتراك القوقاز. كان أول ظهور للقوات المغولية في القوقاز هو وصول الكشافة في 1220-1222. غزت شعوب كيبتشاك التركية -التي أصبح بعضها تابعًا مستقبليًا لجنكيز خان- واستوطنت مناطق أبعد وأبعد في الجنوب والغرب (وهي عملية استمرت منذ سقوط الخزر)، بما في ذلك وديان الأنهار الخصبة في تيريك وكوبان. في ثلاثينيات القرن الثاني عشر، سيطر المغول على قبائل الكيبتشاك، وحولوهم إلى تابعين.
كان الغزو المغولي لجورجيا قد بدأ قبل عام من غزو مملكة فيناخ في دوردزوكيتيا. كانت مملكة جورجيا تقليديًا حليفًا قويًا لدزوردزوكيتيا، لكنها لم تكن قادرة على مساعدة سكان دوردزوكيتيا عندما كانت تحت الغزو نفسه.

## الغزوة المغولية الأولى
في عام 1237، بدأ الهجوم على شمال القوقاز. شن المغول الهجمات الأولى؛ ضد الشركس والآلان (يُلاحظ أنه في هذا الوقت، كانت مملكة آلان في الواقع متعددة الأعراق وكانت جزئيًا تابعة لدرودزوكيتيا). دُمرت قرى آلانيان في ما يعرف الآن بشمال إنغوشيا، وهي جزء من شمال غرب الشيشان وأوسيتيا الشمالية بالكامل. بعد أن عزز المغول سيطرتهم على الأجزاء الغربية من تيريك، تحركوا شرقاً على طول النهر لمهاجمة ولايتي دوردزوك في دوردزوكيتيا وسمسير (التي كانت أقل حداثةً من سيطرة جمهورية الشيشان والأنغوش الحديثة على تيريك، بسبب المركز المتفوق السابق  من آلان). كما تعرضت دورزوكيتيا وسيمسير لهجوم من الجنوب والشرق من قبل القوات المغولية التي احتلت مؤخرًا دربنت، عاصمة ليزجين، في داغستان الحديثة.
تكثف الهجوم على دوردزوكيتيا، الذي بدأ بالفعل، ووصل المغول إلى المرتفعات في هجماتهم. هنا أيضًا، أثبت سكان دوردزوكيتيا أنه لا يمكن مواجهة سهام ولهيب المغول، ودمرت قراهم تمامًا. يذكر جيموخا أن غالبية شعب دوردزوكيتيا ربما قتلوا أو استعبدوا من قبل المغول. في غضون بضع سنوات من الغزو، أصبحت دزوردزوكيتيا من الماضي، لكن المقاومين ظلوا على قيد الحياة في الجبال. إضافة إلى محنة سكان دوردزوكيتيا، نجح المغول في السيطرة على جزء كبير من نهر سونزسها، وكان هذا تهديدًا وجوديًا للشعب الشيشاني بسبب حاجتهم إلى الزراعة بجانب النهر (وكذلك نهر تيريك) لدعم شعبهم. التحق الباقون بإخوانهم الجبليين في المرتفعات (فر الشركس في الأراضي المنخفضة إلى المرتفعات الشركسية، والآلان، إلى الأجزاء الجنوبية من ألانيا، سكان دوردزوكيتيا إلى إقليم دزوردزوك الجنوبي)، بسبب عدم وجود بديل. أعادوا تجميع صفوفهم في الجبال وأعادوا تنظيم أنفسهم، مخططين لهجوم مضاد على الغزاة الأتراك والمغول. كان هدفهم البقاء على قيد الحياة بيولوجيًا وثقافيًا.
كان لدى سكان دوردزوكيتيا الغابات والجبال إلى جانبهم، وشنوا حرب عصابات ناجحة.